# Torremezzo (Falconara Albanese)
Torremezzo di Falconara Albanese (più comunemente Torremezzo) è l'unica frazione del comune di Falconara Albanese in provincia di Cosenza. Confina a nord con il comune di San Lucido ed a sud con il comune di Fiumefreddo Bruzio.
La frazione è meta di turismo balneare soprattutto durante la stagione estiva.

## Monumenti e luoghi d'interesse
- Chiesa del Santissimo Salvatore[2]
- Spiaggia fra le più belle ed estese di tutto il Tirreno,in estate si popola tanto da arrivare intorno alle 30-35 mila unità

## Territorio e Clima
Torremezzo è l'unica frazione marinara di Falconara Albanese (CS). Ha un'altezza compresa tra 0 e 4 metri s.l.m. Il clima è quello tipico costiero calabrese, ma la particolarità di quel tratto riguarda le temperature percepite (in estate) che spesso raggiungono valori molto alti a causa della presenza degli alti rilievi della catena montuosa dell'appenino Paolano ad est che non consentono un sufficiente ricambio d'aria, rendendo la frazione turistica particolarmente umida ed il caldo afoso. 
L'inverno a Torremezzo è abbastanza mite, ma spesso umido e grigio. Le temperature notturne raramente scendono sotto i 10 gradi e le massime superano spesso i 14-15 gradi.  
Alcuni giorni possono essere caratterizzati da forti raffiche di vento di terra (vìentu i San Brancisc) o proveniente dal mare con spettacolari mareggiate.  
Le precipitazioni più abbondanti riguardano soprattutto i mesi autunnali ed invernali. 

## Infrastrutture e trasporti

### Strade
La più importante strada che attraversa il territorio di Torremezzo per tutta la sua lunghezza è la Strada statale 18 Tirrena Inferiore.

### Ferrovie
L'unica linea ferroviaria che attraversa il territorio di Torremezzo è la Ferrovia Tirrenica Meridionale sulla quale sorge la Stazione di Torremezzo di Falconara, non più in funzione.

### Bus
Torremezzo è fermata di diverse linee di autobus, dove la collegano ogni giorno con Cosenza, Paola, Amantea e con l’Aeroporto di Lamezia Terme.

## Sport
Nella frazione è presente un campo di calcio, dove vengono giocate le partite della squadra di calcio cittadina, chiamata Falchi Rossi e che attualmente milita in seconda categoria